# Pseudostibaropus testaceus
Pseudostibaropus testaceus – gatunek pluskwiaków z rodziny ziemikowatych i podrodziny Cephalocteinae, jedyny z monotypowego rodzaju Pseudostibaropus.

## Taksonomia
Gatunek ten opisany został po raz pierwszy w 1867 roku przez Francisa Walkera pod nazwą Stibaropus testaceus. W 1991 roku umieszczony został przez Jerzego Adriana Lisa w nowym, monotypowym rodzaju Pseudostibaropus.

## Morfologia
Ciało samców osiąga od 4,8 do 6,1 mm długości i od 2,7 do 3,1 mm szerokości, samic zaś od 6,5 do 7,8 mm długości i od 3,1 do 3,7 mm szerokości. Kształt ciała jest podługowaty, grzbietowo i brzusznie wypukły.
Głowa jest niewiele szersza niż dłuższa, ku przodowi zwężona i na krawędziach powrębiana, żółtawobrązowa do brązowej, zaopatrzona w wyłupiaste, brązowe do ciemnobrązowych oczy złożone, żółtawe lub rudobrązowe przyoczka, żółtą, sięgającą w spoczynku środkowej pary bioder kłujkę o członie drugim pozbawionym liściowatego płata oraz bladożółte do żółtych czułki zbudowane z pięciu członów, z których drugi jest drobny. Nadustek ma krawędzie równoległe lub zwęża się ku przodowi; zaopatrzony jest w parę krótkich i grubych szczecin przedwierzchołkowych. Płytki żuwaczkowe są dłuższe od nadustka, każda z przykrawędziowym szeregiem krótkich i grubych szczecin.
Żółtawobrązowe do brązowego, wyraźnie szersze niż dłuższe, w zarysie zwężone ku przodowi z szeroko zaokrąglonymi kątami przednimi i tylnymi przedplecze ma szeregi chetoporów wzdłuż krawędzi bocznych. Tylna część przedplecza ma poprzecznie pomarszczoną, niekiedy ponadto punktowaną powierzchnię. Tarczka jest dłuższa niż szeroka, o wierzchołku rozszerzonym i szeroko zaokrąglonym. Ubarwienie tarczki jest takie jak tyłu przedplecza, a jej powierzchnia punktowana i poprzecznie pomarszczona.  Półpokrywy cechują się wyodrębnionymi od przykrywki egzokorium, mezokorium i międzykrywką. Powierzchnia przykrywki jest żółtobrązowa lub brązowa, punktowana. Szereg od 7 do 19 chetoporów biegnie wzdłuż krawędzi kostalnej. Przejrzysta, brązowawa zakrywka wykracza poza szczyt odwłoka. Ujście gruczołów zapachowych ma wierzchołek wykształcony w formie zaokrąglonego, płatowatego uszka. Odnóża są krótkie i tęgie, żółtawobrązowe z brązowymi kolcami na goleniach. Golenie przedniej pary są szablowato  wykrzywione, środkowej pary lekko buławkowate i słabo zakrzywione, a tylnej pary silnie maczugowate. Stopy występują tylko na przedniej i środkowej parze odnóży.
Odwłok ma żółtawobrązowe sternity o krawędziach w częściach bocznych prostych.

## Rozprzestrzenienie
Owad orientalny, znany z Mjanmy, Nepalu i Indii.